# Arktisk ålbrosme
Arktisk ålbrosme (Lycodes frigidus) är en bottenfisk från familjen tånglakefiskar som finns i Nordatlanten.

## Utseende
Den arktiska ålbrosmen är en avlång, ålliknande fisk med stort huvud, sammanhängande rygg-, stjärt- och analfenor och stora, fjällösa områden. Kroppen har en gråviolett färg. Fisken blir vanligen upp till 45 cm lång, men längder på 69 cm har noterats.

## Vanor
Arten är en bottenlevande djuphavsfisk som finns  vid dyiga bottnar i arktiska vatten med en temperatur på -2°C till -1°C. Den vistas på ett djup från 475 till 3 000 m, även om 1 000 till 1 800 m är vanligast. Födan består av bottenlevande kräftdjur som gråsuggor och märlkräftor samt ormstjärnor, bläckfiskar och fiskar.

### Fortplantning
Leken antas äga rum under tidig höst, då honan lägger upptill 500 7 mm stora ägg på bottnen.

## Utbredning
Den arktiska ålbrosmen finns i norra Atlanten från Nunavut i Kanada och nordöstra Grönland över Jan Mayen, norra Island och Spetsbergen till Norska havet samt i Norra ishavet från Nordenskiölds hav till Östsibiriska havet och Tjuktjerhavet. Arten har påträffats i Norge.